# Eunice ovalifera
Eunice ovalifera är en ringmaskart som beskrevs av Fauvel 1936. Eunice ovalifera ingår i släktet Eunice och familjen Eunicidae. Inga underarter finns listade i Catalogue of Life.